# Borzęcin (gmina)
Borzęcin – gmina wiejska w województwie małopolskim, w powiecie brzeskim. W latach 1975–1998 gmina położona była w województwie tarnowskim.
Siedziba gminy to Borzęcin.
Według danych z 31 grudnia 2017 roku gminę zamieszkiwało 8378 osób.

## Struktura powierzchni
Według danych z roku 2002 gmina Borzęcin ma obszar 102,73 km², w tym:
- użytki rolne: 68%
- użytki leśne: 23%

Gmina stanowi 17,41% powierzchni powiatu.

## Demografia

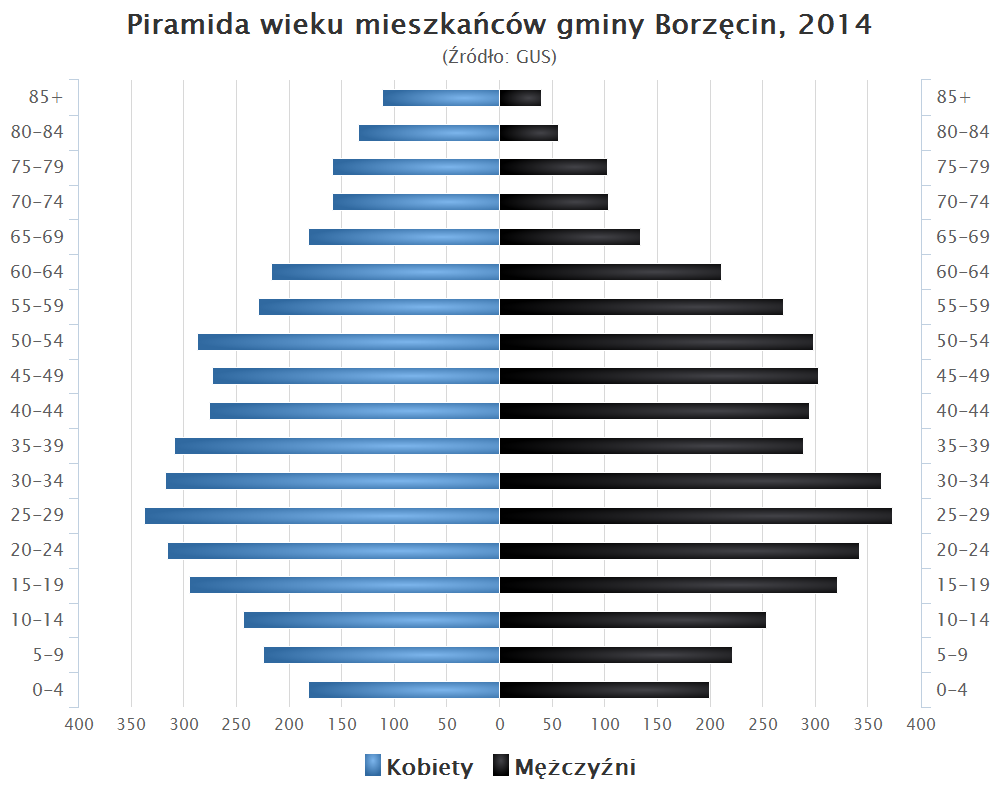
Piramida wieku mieszkańców gminy Borzęcin w 2014 roku

Dane z 31 grudnia 2008:
| Opis                              | Ogółem | Ogółem | Mężczyźni | Mężczyźni | Kobiety | Kobiety |
| --------------------------------- | ------ | ------ | --------- | --------- | ------- | ------- |
| jednostka                         | osób   | %      | osób      | %         | osób    | %       |
| populacja                         | 8375   | 100    | 4126      | 49,3      | 4249    | 50,7    |
| gęstość zaludnienia (mieszk./km²) | 81,5   | 81,5   | 40,2      | 40,2      | 41,3    | 41,3    |

## Sołectwa
Bielcza, Borzęcin (sołectwa: Borzęcin Górny i Borzęcin Dolny), Jagniówka, Łęki, Przyborów, Waryś.

## Sąsiednie gminy
Brzesko, Dębno, Radłów, Szczurowa, Wierzchosławice, Wojnicz

## Administracja
Borzęcin jest członkiem stowarzyszenia Unia Miasteczek Polskich